# Olympische Jugend-Sommerspiele 2014/Teilnehmer (Guatemala)
| Gelbes Symbol für Goldmedaillen mit stilisierten Olympischen Ringen | Graues Symbol für Silbermedaillen mit stilisierten Olympischen Ringen | Braundes Symbol für Bronzemedaillen mit stilisierten Olympischen Ringen |
| ------------------------------------------------------------------- | --------------------------------------------------------------------- | ----------------------------------------------------------------------- |
| —                                                                   | —                                                                     | —                                                                       |

Die Jugend-Olympiamannschaft aus Guatemala für die II. Olympischen Jugend-Sommerspiele vom 16. bis 28. August 2014 in Nanjing (Volksrepublik China) bestand aus 20 Athleten.

## Athleten nach Sportarten

### Basketball
Jungen
- 3x3: 20. Platz
- Anthony Guerra
- Juan Rosales
Dunk: 18. Platz
- José Tuchan
- Jeferson Urrutia

### Beachvolleyball
| Mädchen - Estefanie Bethancourth - Natalia Girón 25. Platz | Jungen - Mark Álvarez - Erik Flores 25. Platz |

### Bogenschießen
Mädchen
- Regina Romero
Einzel: 9. Platz
Mixed: 4. Platz (mit Rick Martens  Belgien)

### Judo
Mädchen
- Karla Lorenzana
Klasse bis 52 kg: 13. Platz
Mixed: 9. Platz (im Team Kerr)

### Moderner Fünfkampf
| Mädchen - Isabel Brand Einzel: 11. Platz Mixed: 13. Platz (mit Joan Gispert Spanien) | Jungen - Wilhelm Picon Einzel: 24. Platz Mixed: 23. Platz (mit Zhong Xiuting Volksrepublik China) |

### Radsport
- Mixed: 22. Platz

| Mädchen - Mary Burge - Joanne Rodríguez Kombination: 30. Platz | Jungen - Andre Bos - Luis Godoy Kombination: 28. Platz |

### Reiten
- Stefanie Brand
Springen Einzel: 15. Platz
Springen Mannschaft: Bronze  (im Team Nordamerika)

### Schießen
Jungen
- Wilmar Madrid
Luftpistole 10 m: 11. Platz
Mixed: Bronze  (mit Agate Rašmane  Lettland)

### Schwimmen
Mädchen
- Valerie Gruest
400 m Freistil: 20. Platz
800 m Freistil: 14. Platz

### Turnen
Mädchen
- Katherine Godínez
Einzelmehrkampf: 32. Platz